# 칠레스 센터
칠레스 센터(영어: Chiles Center)는 미국 오리건주 포틀랜드에 있는 실내 경기 시설이다. 현재 NBA G 리그 립 시티 리믹스의 홈구장있다.